# アリー・ハーン
アリー・ハーンことアドリアヌス・ハーン（Adrianus "Arie" Haan, 1948年11月16日 - ）は、オランダ出身の元同国代表サッカー選手、サッカー指導者。選手時代のポジションはDH、CB。

## 経歴
アヤックス・アムステルダムやオランダ代表の選手として1970年代の栄光を支えた人物の一人である。本来、守備的MFを務めていたが、1974年のFIFAワールドカップ・西ドイツ大会ではセンターバックのレギュラーのリヌス・イスラエルが負傷した事により急遽このポジションを務め、トータルフットボールと賞賛された攻撃的なチームを守備面で支え大会準優勝に貢献した。
翌1978年のFIFAワールドカップ・アルゼンチン大会では守備的MFとしてプレーし、2次リーグのイタリア戦と西ドイツ戦ではセンターサークル付近からロングシュートを決めこの強敵達を下している。
現役引退後は指導者の道へ進み、主にベルギーのクラブで監督を務めた後、2002年に中国代表監督に就任、2004年のアジアカップ決勝では日本代表と対戦した。しかし同年11月に行われたFIFAワールドカップ・ドイツ大会のアジア2次予選敗退となった事で辞任。2006年6月に2年契約でカメルーン代表監督に就任したが2007年1月に辞任した。2008年1月から2009年4月までは、アルバニア代表監督も務めた。その後アルバニア代表監督を辞任し、中国スーパーリーグの重慶力帆と半年契約で監督に就任した。

## 選手歴
- アヤックス・アムステルダム 1969-1975
- RSCアンデルレヒト 1975-1981
- スタンダール・リエージュ 1981-1983
- PSVアイントホーフェン 1983-1984
- 精工体育会 1984-1985

## 代表歴
- オランダ代表　1970-1982　35試合6得点 
  - FIFAワールドカップ出場　2回（1974年西ドイツ大会＝準優勝、1978年アルゼンチン大会＝準優勝）

## 指導者歴
- ロイヤル・アントワープFC 1984-1985
- RSCアンデルレヒト 1986-1987
- VfBシュトゥットガルト 1987-1990
- 1.FCニュルンベルク 1990-1991
- スタンダール・リエージュ 1991-1993
- PAOKテッサロニキ 1994-1995
- フェイエノールト 1995-1997
- RSCアンデルレヒト 1997-1998
- PAOKテッサロニキ 1999
- パニリアコスFC  2000
- FKアウストリア・ウィーン 2001
- 中国代表 2002-2004
- ピルズィ・テヘラン 2006
- カメルーン代表 2006-2007
- アルバニア代表 2008-2009
- 重慶力帆足球倶楽部 2009
- 天津泰達足球倶楽部 2010-2011
- 瀋陽瀋北足球倶楽部 2012
- 天津泰達足球倶楽部 2014-2015

## タイトル

### 選手時代
アヤックス・アムステルダム
- エールディヴィジ:3回（1969-70、1971-72、1972-73）
- KNVBカップ:3回（1969-70、1970-71、1971-72）
- UEFAチャンピオンズカップ:3回（1970-71、1971-72、1972-73）
- インターコンチネンタルカップ:1回（1972）
- UEFAスーパーカップ:1回（1973）

RSCアンデルレヒト
- UEFAカップウィナーズカップ:2回（1975-76、1977-78）
- UEFAスーパーカップ:2回（1976、1978）
- ベルギー・ファースト・ディビジョンA:1回（1980-81）
- ベルギーカップ:1回（1975-76）

スタンダール・リエージュ
- ベルギー・ファースト・ディビジョンA:2回（1981-82、1982-83）

精工体育会
- 香港ファーストディビジョンリーグ:1回（1984-85）
- 香港総督杯:1回（1984-85）

### 監督時代
RSCアンデルレヒト
- ベルギー・ファースト・ディビジョンA:1回（1985-86）

スタンダール・リエージュ
- ベルギーカップ:1回（1992-93）

天津泰達足球倶楽部
- 中国FAカップ:1回（2011）